# 거차국민학교 곽도분교
거차국민학교 곽도분교는 대한민국 전라남도 진도군 조도면 맹골도리에 있었던 국민학교 분교이다.

## 연혁
- 일자미상 거차국민학교 곽도분교 설립 인가
- 1967년 12월 13일 곽도분교장 개교
- 1968년 5월 1일 도서벽지학교 '을'급 지정
- 1975년 8월 1일 도서벽지학교 '갑'급 조정
- 1979년 2월 1일 도서벽지학교 '특'급 조정
- 1982년 3월 1일 도서벽지학교 '갑'급 조정
- 1983년 3월 1일 폐교 및 조도국민학교 통폐합